# موکوش

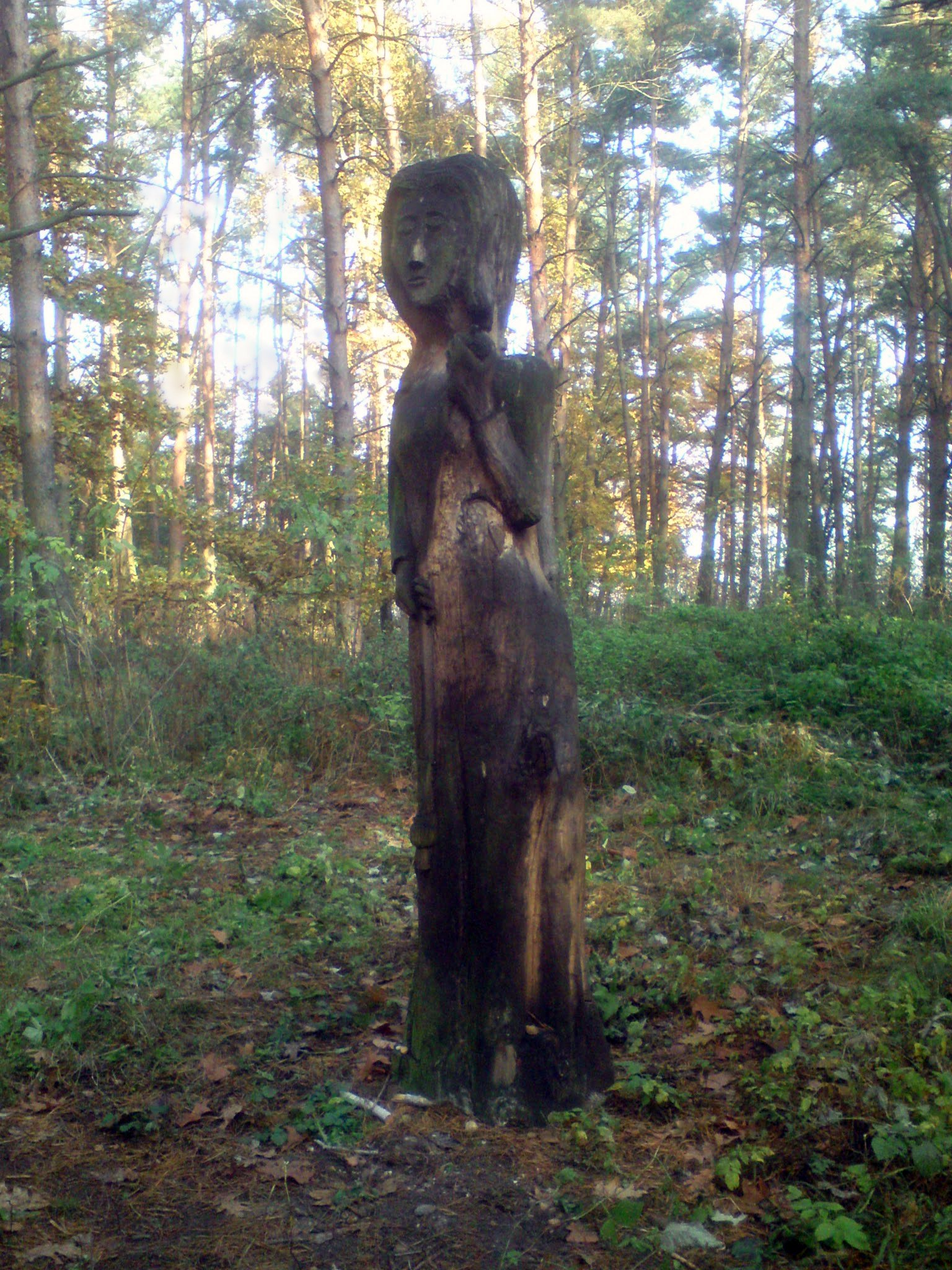
مجسمه امروزی چوبی موکوش در جمهوری چک

موکوش (به روسی: Мокошь) در اساطیر اسلاو الههٔ مادر و محافظ و حامی کار و سرنوشت زنان، و تنها ایزد مؤنث در ایزدستان باستانی کی‌یف است. بانوی زیبا «الهه مادر رطوبت» با چاه‌ها و چشمه‌های مقدس مربوط بود و ایزدبانوی آب، زمین، ریسندگی، فرزندزایی و نگهبان حیوانات به‌شمار می‌رفت. موکوش یکی از محبوب‌ترین ایزدان اسلاو و بزرگ الهه مادر (مات زملیا) در میان اسلاوهای شرقی و پولانی‌های غربی بود. یکی دیگر از وظایف او محافظت از گوسفندان و پشم آن‌ها بود، و اسلاوها نیز به همین سبب به او پیشکش می‌کردند. ایاریلو، ایزد عشق و باززایی، به موکوش دل باخت و او را با اقیانوس‌ها، دریاها، رودها، دریاچه‌ها و حیات گیاهی پوشش داد. آن‌ها با هم جمعیت زمین و آسمان را با همهٔ مخلوقاتش از جمله انسان آفریدند. او همچنین با اجرا کردن طلسم نیز مرتبط است. همسرهای موکوش احتمالاً ایزد بلندمرتبه تندر و آذرخش پرون و رقیبش ولس هستند.
موکوش تنها ایزد مؤنثی بود که تندیسش در کی‌یف توسط ولادیمیر کبیر در کنار مجسمه‌های ایزدان بزرگی همچون پرون، داژبوگ، استرایباگ، خورس و سیمارگل ساخته شده بود. او را برخی مواقع به شکل زنی دارای سر بزرگ و دست‌هایی کشیده به تصویر می‌کشیدند. در گذشته، یک جفت قیچی، ریحان و کلافی از پشم بر جلوی پاهای تندیس او با هدف محافظت از بره‌ها قرار می‌دادند. بارش باران گاهی شیر موکوش نامیده می‌شود. جشنواره مختص به این ایزدبانو در زمانی بین ۲۵ اکتبر و ۱ نوامبر، بسته به اینکه روز جمعه چه تاریخی خواهد شد، جشن گرفته می‌شود. در این روز ویژه بافندگی، حمام کردن کودکان و شستن لباس گناه محسوب می‌شد.

## افسانه
در افسانه‌های قومی شمال روسیه یک موجود مؤنث و شیطانی به نام موکوش وجود دارد. زنانی که نخ‌های نریسیدهٔ خود را شب هنگام رها می‌کردند، بدون آنکه نشانهٔ صلیب بر روی آن بکشند، از آن هراس داشتند که موکوش شبانه آن را آشفته و درهم و برهم کند. بر طبق روایات این موجود کله‌ای بزرگ و دستان استخوانی بلند دارد و حضورش در تاریکی شب را می‌توان با استفاده از صدای دوک‌اش ردیابی کرد. هرچند نام این موجود با ایزدبانوی اسلاو یکسان است، اما هرگونه رابطهٔ مستقیمی میان این دو موکوش بر پایه حدس و گمان است.